# Kellinkthorpe
Kellinkthorpe war ein im Jahre 1220 erstmals erwähnter Ort in Steinburg.

## Lage
Kellinkthorpe lag im Gebiet des 155 Jahre später erst erwähnten Bahrenfleth.
Es verschwand vermutlich um dieselbe Zeit, in der Bahrenfleth entstand, und ist nach dem Datum der Ersterwähnung das zweitälteste Dorf der Kremper Marsch gewesen.